# Antunovac
 Antunovac  è un comune della Croazia di 3 559 abitanti della Regione di Osijek e della Baranja.